# Hohenbuehelia izonetae
Hohenbuehelia izonetae är en svampart som beskrevs av Singer 1989. Hohenbuehelia izonetae ingår i släktet Hohenbuehelia och familjen musslingar.   Inga underarter finns listade i Catalogue of Life.